# Inter-Services Intelligence
Inter-Services Intelligence (slovensko Medslužbene obveščevalna služba; ISI) je pakistanska obveščevalna služba.
Zaradi velikih pooblastil jo imenujejo tudi »država v državi«.
Zaradi skupnih ciljev (boj proti ZSSR, islamski džihad) je ISI sodelovala tudi z Al Kaido in ji zagotavljala predvsem oporišča za urjenje in inštruktorje. Bila je tudi glavni pokrovitelj Islamske stranke.